# Vassili Gorichni
Vassili Akimovitch Gorichni (en russe : Василий Акимович Горишний), né le 29 janvier 1903 à Pavlohrad et mort le 15 février 1962 à Simferopol, est un général soviétique.

## Biographie
Volontaire dans l'Armée rouge en 1919. Reçu à l'école militaire en 1929, il participe à la campagne de Pologne en 1939 en tant que chef d'état major des opérations de la frontière biélorusse.
Diplômé de l'Académie militaire Frounzé en 1940.
Commandant de la 8e puis de la 13e division de fusiliers motorisée du NKVD, qui, après avoir subi de lourdes pertes dans les opérations de défense de Voronej en juin 1942, est refondue pour former la 95e division de fusiliers. Il dirige cette unité lors de la bataille de Stalingrad où elle se distingue lors de la défense du Kourgane Mamaïev et de l'usine octobre rouge. L'unité est promue 75e division de fusiliers de la garde le 1er mars 1943 et c'est sous ce nom qu'elle participe à la bataille de Koursk dans le secteur de Ponyri, ce qui lui vaut l'ordre du drapeau rouge.

## Récompenses et distinctions
- Héros de l'Union soviétique : 1943
- Ordre de Lénine : 1943, 1945
- ordre de l'Insigne d'Honneur : 1942
- Ordre du Drapeau rouge : 1942, 1943, 1944, 1949
- Étoile d'or : 1943
- Ordre de Souvorov de 2e classe : 1945, 1945
- Ordre de Koutouzov de 2e classe : 1944
- Médaille pour la Défense de Moscou
- Médaille pour la Défense de Stalingrad
- Médaille pour la victoire sur l'Allemagne